# یاسوتوشی میورا
یاسوتوشی میورا (به انگلیسی: Yasutoshi Miura) بازیکن فوتبال اهل ژاپن و عضو تیم ملی فوتبال ژاپن است که در تاریخ ۰۴ آوریل ۱۹۹۳ میلادی اولین بازی ملی‌اش را انجام داد. او در ۳ بازی ملی حضور داشت و آخرین بازی ملی خود را در تاریخ ۱۸ اکتبر ۱۹۹۳ میلادی انجام داد. یاسوتوشی میورا در بازی‌های ملی‌اش
گلی به ثمر نرساند. . او برادر کازویوشی میورا است.